# Vilac (entreprise)
Vilac est une entreprise française fondée en 1911 à Moirans-en-Montagne.

## Histoire
L’entreprise Villet est fondée en 1911 à Moirans par Narcisse Villet. Elle produit des jouets en bois tourné, un type d’artisanat répandu dans le Jura.
La société change de nom en 1979 pour Vilac, contraction de « Villet » et de « laque » en référence aux finitions des jouets. 
À partir de 2007, elle est « Entreprise du patrimoine vivant »,.
En 2010-2011, Vilac fait l’objet d’une exposition au musée des Arts décoratifs de Paris, pour le centenaire de sa création. En 2019, des jouets Vilac, dont un chien à promener à roulettes à l’effigie de Nemo, rejoignent la boutique de l’Élysée.